# Короткий путь
«Короткий путь» (англ. The Shortcut) — фильм ужасов 2009 года американского режиссёра Николауса Гуссена. В главных ролях Дрю Сили, Шеннон Вудворд, Дэйв Франко и Катрина Боуден.

## Сюжет
Старшеклассник Дерек приспосабливался к жизни в новом городе, когда обнаружил заросшую тропу, ведущую в лес. По словам одноклассников, местные дети использовали её в качестве короткого пути в школу и обратно, пока в один момент не появился злобный фермер с лопатой, преследующий их. Некоторые подростки пропадали без вести при загадочных обстоятельствах. Проходят годы, но дурная слава о лесной тропе ещё живёт и горожане по ней не проходят. Дерек узнаёт, что в лесу живёт загадочный старик, который, возможно, и является тем самым фермером. Вместе с несколькими товарищами он решает проверить старые городские легенды и встретиться лицом к лицу со своими страхами.

## В ролях
| Актёр             | Роль             |
| ----------------- | ---------------- |
| Дрю Сили          | Дерек            |
| Шеннон Вудворд    | Лиза             |
| Дэйв Франко       | Марк             |
| Катрина Боуден    | Кристи           |
| Уильям Брюс Дэвис | Бенджамин Хартли |
| Рэймонд Дж. Барри | Айвор Хартли     |
| Скотт Листер      | Даги             |

## Производство
В июне 2008 стало известно, что Адам Сэндлер основал Scary Madison, подразделение кинокомпании Happy Madison Productions, и первым его проектом будет фильм ужасов под названием «Короткий путь». Одним из авторов сценария выступил брат Адама, Скотт Сэндлер. Изначально фильм должен был быть с рейтингом R, но компания Leomax, также участвовавшая в производстве, согласилась финансировать проект только если он получит рейтинг PG-13. В режиссёрское кресло сел малоизвестный Николаус Гуссен.
Несмотря на то, что согласно сюжету действие разворачивается в Нью-Гэмпшире, из-за малого бюджета съёмки проходили в Реджайне, в Канаде.

## Релиз
Плакат был выпущен в 2008 году. Трейлер был выпущен 6 февраля 2009 года.